# Tiroteig de Tucson de 2011
El tiroteig de Tucson de 2011 es produí el dissabte 8 de gener del 2011. Divuit persones reberen ferides de bales (letals en sis dels casos) durant una reunió d'una congressista dels Estats Units amb electors a l'aparcament d'un supermercat de Casas Adobes, a l'àrea metropolitana de Tucson (Arizona). Entre els morts hi hagué una nena de nou anys, un assessor del Congrés i John McCarthy Roll, el cap de jutges del Tribunal de Districte dels EUA del Districte d'Arizona. La Congressista dels EUA Gabrielle Giffords, representant demòcrata del 8è Districte d'Arizona, considerada l'objectiu de l'atac, rebé un tret al cap des de prop i es debaté durant dies entre la vida i la mort, però finalment va sobreviure. L'atac fou perpetrat per Jared Lee Loughner, un home de 22 anys resident a la població que patia esquizofrènia i que fou arrestat a la mateixa escena del crim i condemnat a cadena perpètua.

## Galeria d'imatges

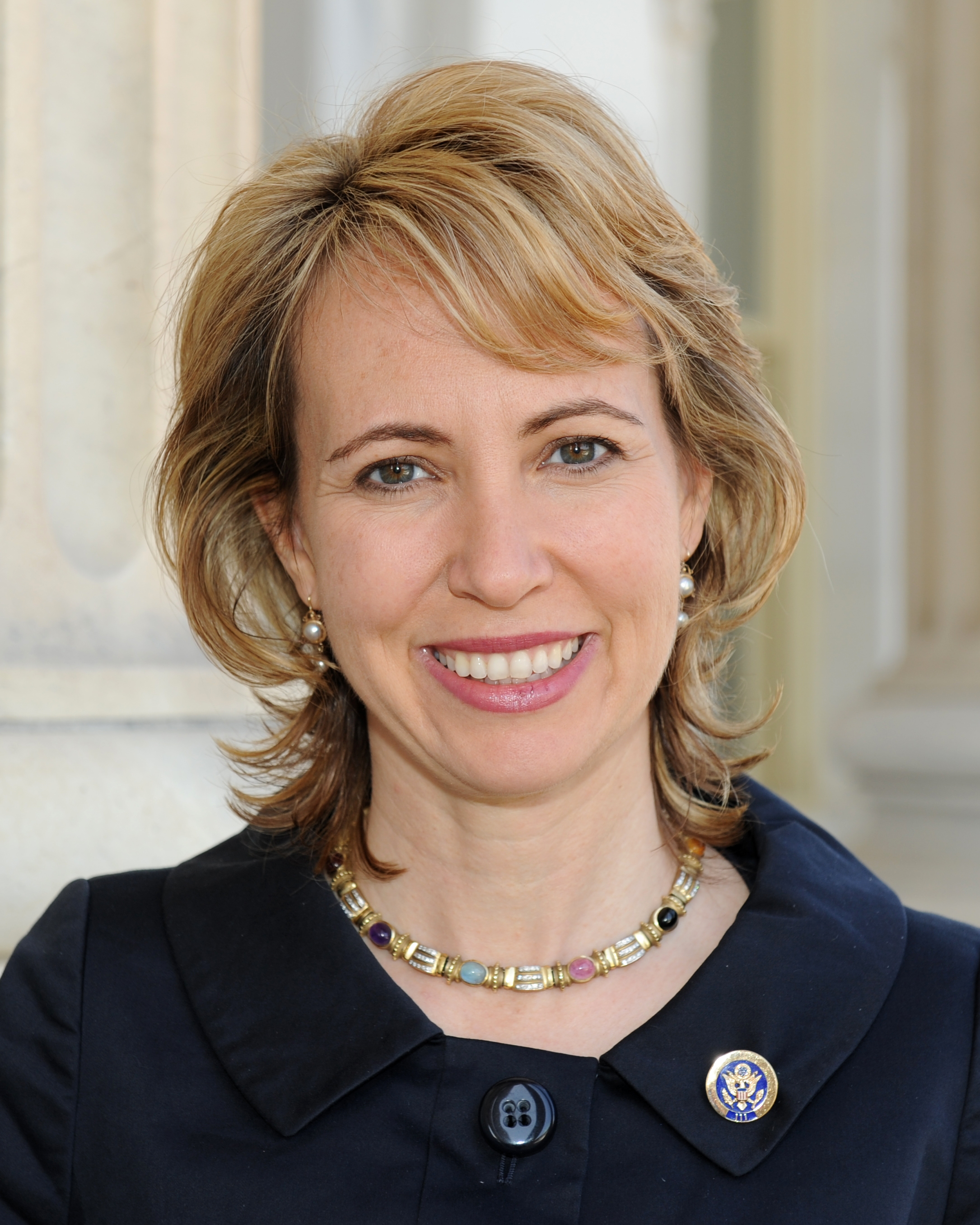
Gabrielle Giffords
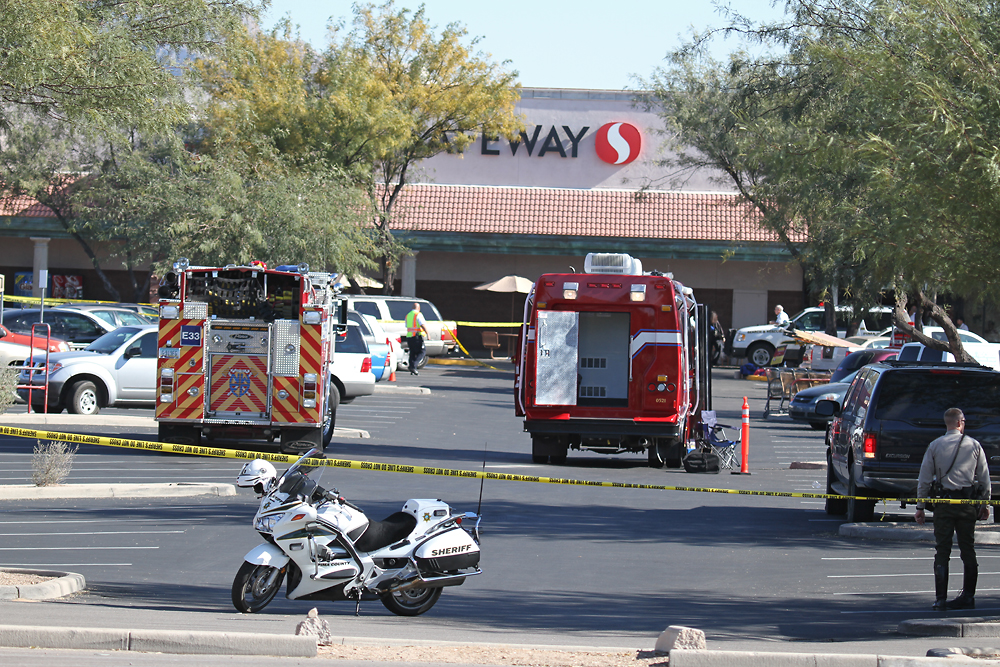
Serveis d'emergències després del tiroteig
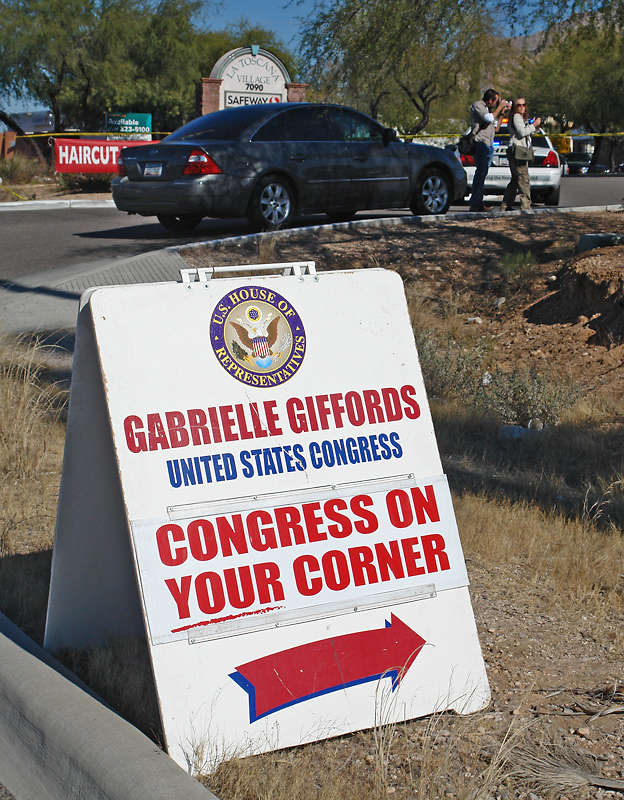
Cartell que anunciava l'esdeveniment
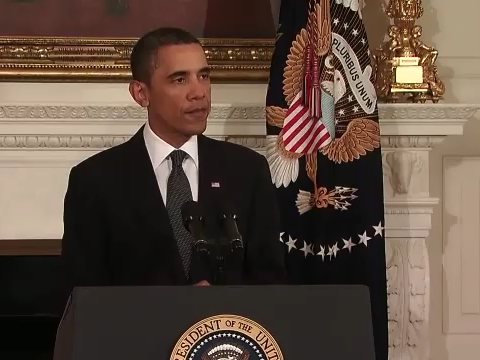
Barack Obama fent declaracions sobre els fets